# Mystic Quest Legend
Mystic Quest Legend è un videogioco di ruolo alla giapponese della serie Final Fantasy, per Super Nintendo, realizzato nell'ottobre 1992 dalla Squaresoft.
In Nord America è stato pubblicato come Final Fantasy Mystic Quest e in Giappone come Final Fantasy USA: Mystic Quest, ma in Europa è stato pubblicato senza il nome Final Fantasy poiché all'epoca della sua realizzazione il marchio non era ancora noto e molto diffuso nel continente.
Considerato come un capitolo semplificato della saga principale, in cui molti aspetti classici del genere sono stati semplificati, un esempio tra tutti, i mostri da affrontare non appaiono più in modo casuale ma sono visibili sullo schermo, anche se fissi e non in tempo reale, e toccandoli si accede alla schermata di combattimento.
Il combattimento rimane a turni, ed i temi della saga sono quelli ricorrenti, dai quattro cristalli, ai quattro elementi, Acqua, Terra, Fuoco, Vento.
La storia del gioco si basa su una sceneggiatura di Chihiro Fujioka, autore accreditato in altri giochi di ruolo, tra i quali Final Fantasy Legend III e la serie ruolistica di Super Mario, nei titoli Legend of the Seven Stars, Mario & Luigi: Superstar Saga e il suo seguito Mario & Luigi: Fratelli nel tempo.
Esiste un Mystic Quest anche per Game Boy, pubblicato nel 1991 sempre da Squaresoft, ma non ha nessun collegamento con Mystic Quest Legend.